# Wanda Krystyna Kalińska
Krystyna Kalińska, właściwie Wanda Krystyna Kalińska z domu Tymińska (ur. 20 czerwca 1946 w Warszawie, zm. 25 maja 2015 w Nowym Sączu) – polska regionalistka, urzędniczka, konsul generalna RP w Strasburgu (1998–2002) oraz Lille (2005–2009).

## Życiorys
Dorastała na warszawskim Żoliborzu, gdzie uczęszczała do XVI Liceum Ogólnokształcącego im. Stefanii Sempołowskiej. Ukończyła szkołę muzyczną w klasie fortepianu. Absolwentka Wydziału Handlu Zagranicznego Szkoły Głównej Planowania i Statystyki w Warszawie.
Rozpoczęła pracę w Centrali Eksportowo-Importowej Minex. Prowadziła pracownię plastyczną, następnie galerię biżuterii i sztuki użytkowej. Wyjeżdżała do pracy fizycznej w Paryżu i Stanach Zjednoczonych.
Od 1996 pracowała w Ministerstwie Spraw Zagranicznych, początkowo jako wicedyrektorka Departamentu Personalnego. Od 1998 pełniła funkcję Konsul Generalnej RP w Strasburgu. Po powrocie w 2002 została naczelniczką Wydziału Szkolenia w Biurze Kadr i Szkolenia MSZ. Od 2005 do 2009 kierowała Konsulatem Generalnym w Lille. Jako konsul doprowadziła, m.in. do uznania przez Francję polskiego jako jednego z języków maturalnych, wpisania ołtarza Jana Szczepkowskiego w kościele w Dourges na listę Dziedzictwa Kultury Francji oraz wydania historii konsulatu w Lille w formie książki.
Związana z Beskidem Sądeckim. Członkini sądeckiego Towarzystwa Gimnastycznego „Sokół” i Towarzystwa Literackiego im. Cypriana Norwida. Prezeska Towarzystwa Wierchomlańskiego. Na emeryturze zamieszkała z mężem Witoldem w Wierchomli Wielkiej.
Zmarła 25 maja 2015 w Nowym Sączu. Pochowana na cmentarzu w Wierchomli.
W 1997 za zasługi dla służby dyplomatycznej została odznaczona Srebrnym Krzyżem Zasługi.